# Palazzo della Dogana (Follonica)
Il palazzo della Dogana è un edificio situato a Follonica, nella provincia di Grosseto, in Toscana.
La sua posizione è nella centrale piazza del Popolo, di fronte al lungomare.

## Storia
Nel 1826 il granduca Leopoldo II di Toscana dispose la costruzione del palazzo dell'ufficio doganale presso il porticciolo di Follonica, centro abitato che in quegli anni stava conoscendo un forte incremento urbanistico e industriale grazie all'implemento delle fonderie granducali.
Le guardie di finanza e i doganieri erano fino a quel momento ospitati nell'edificio della Casa Gobba e in altri fabbricati vicini, e necessitavano quindi di una vera e propria sede in vista dell'incremento dei traffici commerciali dello scalo e del pontile. Il palazzo venne progettato dall'ingegnere Alessandro Manetti, dirigente del bonificamento della Maremma, e fu completato nel 1831. Nel 1839 fu presentato un progetto di fortificazione, che tuttavia non fu mai realizzato.
Il palazzo ha ospitato la Guardia di Finanza fino al 2018, quando è stata inaugurata la caserma Antonio Francesco Basoli di via Bicocchi.

## Descrizione
Il palazzo si presenta come una tozza struttura architettonica a pianta quadrata, che si sviluppa su tre livelli continui.
Le strutture murarie esterne si presentano interamente rivestite in intonaco, ove si aprono sui piani superiori due serie di tre finestre (di forma rettangolare al secondo piano e quadrangolare al terzo), mentre al piano terreno, nella parte centrale della facciata che guarda verso la piazza, si apre il portone d'ingresso.